# Rassa
Rassa là một đô thị ở tỉnh Vercelli trong vùng Piedmont thuộc Ý, có cự ly khoảng 80 km về phía đông bắc của Torino và khoảng 60 km về phía tây bắc của Vercelli. Tại thời điểm ngày 31 tháng 12 năm 2004, đô thị này có dân số 69 người và diện tích là 44,4 km².
Rassa giáp các đô thị: Andorno Micca, Campertogno, Gaby, Gressoney-Saint-Jean, Pettinengo, Piode, Riva Valdobbia, Selve Marcone, và Tavigliano.